# Eerste divisie (mannenhandbal) 2000/01
De Eerste divisie is de op een na hoogste afdeling van het Nederlandse handbal bij de heren op landelijk niveau. In het seizoen 2000/2001 werden De Gazellen en DES '72 kampioen en promoveerden naar de eredivisie. De Blinkert, UGHV, Swift Helmond en Atomium '61 degradeerden naar de Tweede divisie.
Apollo '70 en EDH trokken zich voor het begin van het seizoen terug uit de competitie. Vanwege het terugtrekken van deze teams, kwam er een extra plek vrij in de Eerste divisie. Een toernooi op 14 mei 2000 tussen teams uit de Tweede divisie besliste welk team extra promoveerde naar de Eerste divisie om Apollo '70 en EDH te vervangen. Kempen/BDC won dit toernooi en kwam dit seizoen dus ook uit in de Eerste divisie.

## Opzet
- De kampioenen van de twee divisies spelen in een best-of-two om directe promotie naar de eredivisie, de verliezer van de best-of-two speelt nog een best-of-two tegen de een-na-laatste in de degadatiepoule van de eredivisie (mits er niet al een hogere ploeg van dezelfde vereniging in de eredivisie speelt). Echter ging door het terugtrekken van Volendam uit de eredivisie dit niet door. De twee kampioenen van de eerste divisies promoveerden naar de eredivisie.
- De ploegen die als een-na-laatste (elfde) en laatste (twaalfde) eindigen degraderen rechtstreeks naar de tweede divisie.

## Eerste divisie A

### Teams
| Ploeg                  | Plaats     | Provincie     | Hal            |
| ---------------------- | ---------- | ------------- | -------------- |
| ShowBizCity/Aalsmeer 2 | Aalsmeer   | Noord-Holland | de Bloemhof    |
| Smeeing/BDC            | Soest      | Utrecht       | Beukendal      |
| de Blinkert            | Haarlem    | Noord-Holland | de Melkerij    |
| CSV                    | Castricum  | Noord-Holland | de Bloemen     |
| De Gazellen            | Doetinchem | Gelderland    | de Bongerd     |
| Transscope/E&O 2       | Emmen      | Drenthe       | Angelslo       |
| Hurry-Up               | Zwartemeer | Drenthe       | de Eendracht   |
| Kolping                | Ouddorp    | Noord-Holland | de Oostwal     |
| Olympia HGL            | Hengelo    | Overijssel    | Weusthag       |
| Swift                  | Arnhem     | Gelderland    | Elderveld      |
| UDSV                   | Utrecht    | Utrecht       | de Dreef       |
| UGHV                   | Ulft       | Gelderland    | de IJsselweide |

### Stand
| Pos | Club                   | Wed | W  | G | V  | Ptn | DV  | DT  | +/−  | Opmerking                      |
| --- | ---------------------- | --- | -- | - | -- | --- | --- | --- | ---- | ------------------------------ |
| 1   | De Gazellen            | 22  | 15 | 2 | 5  | 32  | 554 | 466 | +78  | Promotie naar eredivisie       |
| 2   | Kolping                | 22  | 13 | 4 | 5  | 30  | 687 | 574 | +113 |                                |
| 3   | ShowBizCity/Aalsmeer 2 | 22  | 12 | 3 | 7  | 27  | 549 | 494 | +55  |                                |
| 4   | Swift                  | 22  | 12 | 3 | 7  | 27  | 564 | 534 | +30  |                                |
| 5   | CSV                    | 22  | 11 | 0 | 10 | 23  | 547 | 532 | +15  |                                |
| 6   | UDSV                   | 22  | 10 | 3 | 9  | 23  | 509 | 514 | −5   |                                |
| 7   | Olympia HGL            | 22  | 9  | 5 | 8  | 23  | 559 | 586 | −27  |                                |
| 8   | Smeeing/BDC            | 22  | 9  | 3 | 10 | 21  | 486 | 488 | −2   |                                |
| 9   | Transscope/E&O 2       | 22  | 9  | 2 | 11 | 20  | 557 | 568 | −12  |                                |
| 10  | Hurry-Up               | 21  | 8  | 3 | 10 | 19  | 528 | 564 | −36  |                                |
| 11  | de Blinkert            | 21  | 5  | 1 | 15 | 11  | 478 | 569 | −91  | Degradatie naar tweede divisie |
| 12  | UGHV                   | 22  | 2  | 2 | 18 | 6   | 470 | 589 | −119 | Degradatie naar tweede divisie |

## Eerste divisie B

### Teams
| Ploeg                   | Plaats         | Provincie     | Hal              |
| ----------------------- | -------------- | ------------- | ---------------- |
| Animo                   | Rijswijk       | Zuid-Holland  | Marimbahal       |
| Atomium '61             | Rotterdam      | Zuid-Holland  | de Enk           |
| Kempen/BDC              | Landgraaf      | Limburg       | Baneberg         |
| DES '72                 | Papendrecht    | Zuid-Holland  | de Donck         |
| DWS                     | Schiedam       | Zuid-Holland  | Groenoordhal     |
| EMM                     | Middelburg     | Zeeland       | Nassaulaan       |
| Ebcon/Groene Ster       | Zevenbergen    | Noord-Brabant | Molenberg        |
| HEC                     | Den Haag       | Zuid-Holland  | Lipa             |
| van der Voort/Quintus 2 | Kwintsheul     | Zuid-Holland  | van der Voorthal |
| Saturnus Leiden         | Leiden         | Zuid-Holland  | 15-Meihal        |
| Swift Helmond           | Helmond        | Noord-Brabant | de Braak         |
| White Demons            | Berkel-Enschot | Noord-Brabant | 't Ruiven        |

### Stand
| Pos | Club                    | Wed | W  | G | V  | Ptn | DV  | DT  | +/−  | Opmerking                      |
| --- | ----------------------- | --- | -- | - | -- | --- | --- | --- | ---- | ------------------------------ |
| 1   | DES '72                 | 22  | 20 | 0 | 2  | 40  | 619 | 448 | +171 | Promotie naar eredivisie       |
| 2   | Animo                   | 22  | 13 | 4 | 5  | 30  | 495 | 455 | +40  |                                |
| 3   | White Demons            | 22  | 15 | 0 | 7  | 30  | 501 | 457 | +44  |                                |
| 4   | EMM                     | 22  | 9  | 5 | 8  | 23  | 480 | 466 | +14  |                                |
| 5   | Saturnus Leiden         | 22  | 11 | 0 | 11 | 22  | 505 | 518 | −13  |                                |
| 6   | Ebcon/Groene Ster       | 22  | 10 | 1 | 11 | 21  | 515 | 523 | −8   |                                |
| 7   | DWS                     | 22  | 8  | 3 | 11 | 19  | 495 | 501 | −6   |                                |
| 8   | van der Voort/Quintus 2 | 22  | 8  | 3 | 11 | 19  | 510 | 530 | −20  |                                |
| 9   | Kempen/BDC              | 22  | 7  | 4 | 11 | 18  | 475 | 470 | +5   |                                |
| 10  | HEC                     | 22  | 8  | 2 | 11 | 18  | 531 | 590 | −59  |                                |
| 11  | Swift Helmond           | 22  | 6  | 2 | 14 | 14  | 451 | 518 | −67  | Degradatie naar tweede divisie |
| 12  | Atomium '61             | 22  | 4  | 2 | 16 | 10  | 458 | 557 | −101 | Degradatie naar tweede divisie |